# 미겔 데 우나무노
미겔 데 우나무노(Miguel de Unamuno, 1864년 ~ 1936년)는 스페인의 소설가이자 극작가, 철학자로 20세기 스페인 문학과 사상에 지대한 영향을 끼친 작가다. 1864년 9월 29일 스페인 빌바오에서 바스크 인 부모 아래서 태어나, 1936년 스페인 내전이 발발하자, 프랑코가 이끄는 팔랑헤당원을 비난한 일로 모든 직책에서 해임되고 가택 연금을 당함, 내전의 와중인 12월 31일 살라망카에서 사망하였다.
비참한 내전기에 죽은 사상가 미겔 데 우나무노는 당연히 '삶의 비극적 의미'를 연극에서도 표명했고, 1933년에는 세네카의 <메디아>를 번역하였으며, 그 밖에 자작소설을 극화한 것들이 많다.

## 작품

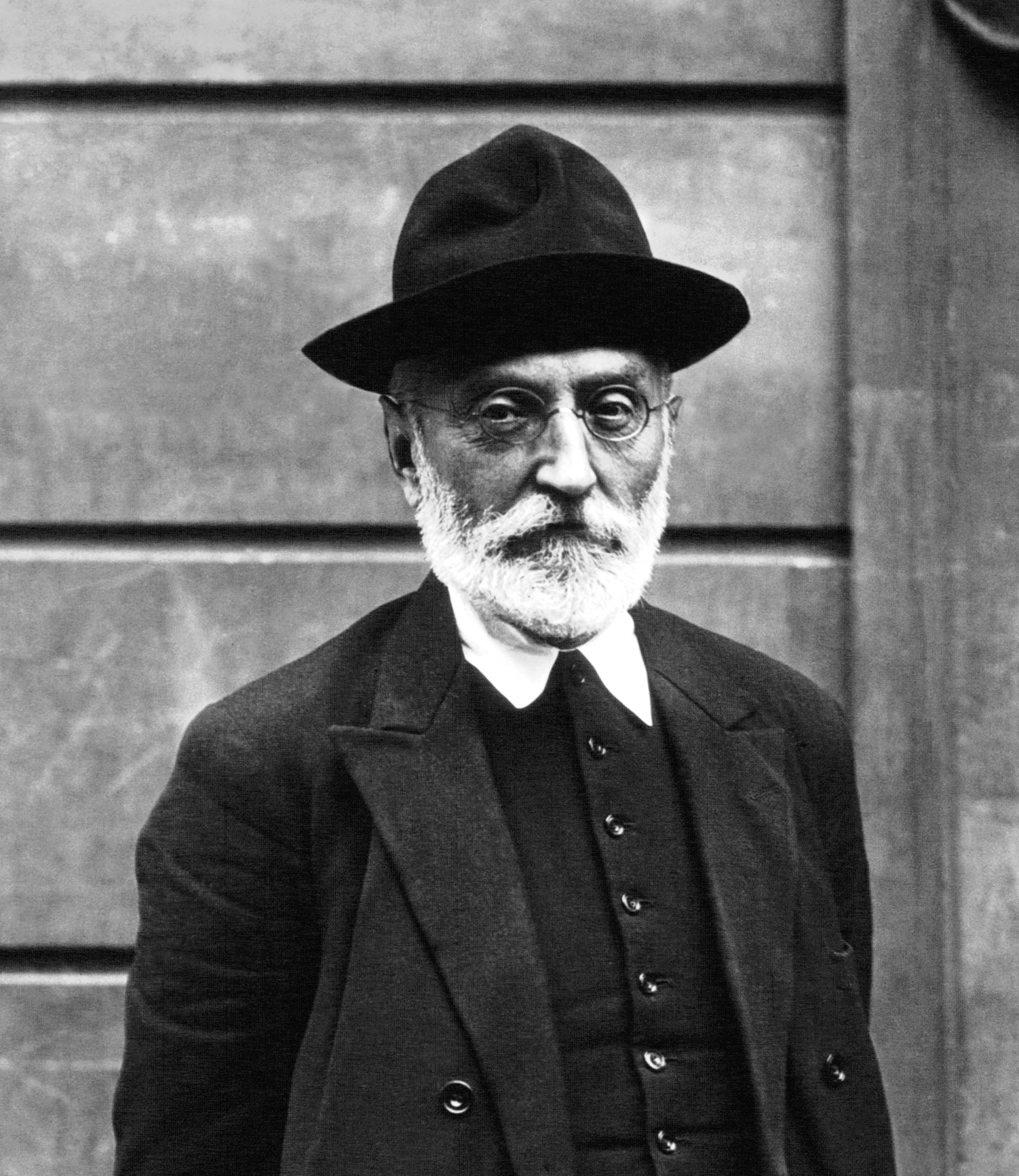

- 전쟁속의 평화(Paz en la guerra) (1897) — 3차 카를리스트 전투 상황속의 빌바오를 설명하기 위해 쓴 데뷔작. 빌바오를 의인화하여 주인공으로 삼았다.
- 사랑과 교육(Amor y pedagogía) (1902) — 실증주의 사회학을 패러디하고 폐해를 고발한 희비극.
  - 남진희 역, 문학과지성사
- 죽음의 거울(El espejo de la muerte) (1913) — 단편집.
- 생의 비극적 의미(Del Sentimiento Trágico de la Vida) (1913)
  - 장선영 역, 삶의 비극적 감정, 삼성출판사
- 안개(La Niebla) (1914) — 우나무노 가장 중요한 작품 중 하나. 그는 이 소설을 기존의 소설과 구분하기 위해 novela가 아닌 nivola라고 불렀다.
  - 조민현 역, 민음사
  - 김현창 역, 범우사
- 아벨 산체스(Abel Sánchez) (1917) — 카인과 아벨의 이야기를 현대적으로 재해석한, 질투에 관한 소설.
  - 이지선 역, 문파랑, ISBN 978-89-958980-6-2
- Tulio Montalbán (1920) — a short novel on the threat of a man's public image undoing his true personality, a problem familiar to the famous Unamuno.
- 세개의 모범소설과 하나의 서(Tres novelas ejemplares y un prólogo) (1920)
  - 박수현 역, 모범소설, 아르테
- 툴라 이모(La tía Tula) (1921) — 모성을 다룬 작품으로 그의 마지막 장편.
- Teresa (1924) — a narrative work that contains romantic poetry, achieving an ideal through the re-creation of the beloved.
- 소설작법 (Cómo se hace una novela) (1927) — 자기 소설에 대한 해부.
- 체스 선수, 돈 산달리오(Don Sandalio, jugador de ajedrez) (1930).
- 착한 성인 마누엘(San Manuel Bueno, mártir) (1930) — 우나무노의 사상을 총체적으로 드러내는 단편집.
  - 장선영 역, 착하신 성 마누엘(1930/1982),가톨릭출판사
  - 박철 역, 착한 성인 마누엘(1930/1982/1995), 한국외국어대학교 출판부

## 같이 보기
- 라파엘 모레노 아란사디